# Крісті Берк
Крісті Берк (англ. Christie Burke, нар. 20 жовтня 1989) — канадська акторка, відома за роль дампірки Ренесмі Каллен в останніх двох частинах франшизи «Сутінки» — «Світанок. Частина 1» та «Світанок — Частина 2». Досвід у фільмах включає психологічний трилер «Одиночний постріл» (2013), мелодраму «Вічне кохання» (2016) та горор «Мертво/Народжений» (2017). Епізодично знімалася у т/с «Еврика», «Коли падають небеса», «Надприродне»; другорядні ролі — «Дивна імперія», «Покоївка». 
У 2023 році отримала головну роль у т/с «Ковчег». Відповідно до сюжету через сто років космічний корабель, відомий як «Ковчег-1», перевозить групу потенційних колоністів зі спустошеної Землі до нового дому, Проксіми b. Крісті Берк грає роль лейтенанта Шерон Гарнет, яка після аварії бере на себе командування кораблем. 

## Біографія
Берк народилася та виросла у Ванкувері, Британська Колумбія. Її мати — канадського походження, колишня гімнастка національного рівня; батько — новозеландець, емігрував до Канади, створює декорації для знімальних майданчиків. Берк отримала скромне виховання зі своїми молодшими сестрою Зої та братом Марком. Захопившись мистецтвом з юних років, вона вперше зрозуміла, що хоче стати акторкою, після перегляду фільму «Титанік» — дівчинка була зворушена цією драматичною історією. У середній школі Берк приєдналася до команди імпровізаторів. 
Вона закінчила Нью-Вестмінстерську середню школу у 2007 році. У 2015 році за роль у фільмі «Чорна муха» номінована на премію «Лев» у категорії «Найкраща головна жіноча роль».
Про знімання у т/с «Ковчег» акторка сказала наступне: «Це божевілля». І додала: «Я дізналася про це за 24 години до того, як опинилася у літаку, а потім, через три дні, вже знімалася у пілотному епізоді. Усе це було схоже на вихор, і я досі думаю: «Це трапилося?» Потім дивлюся телевізор у прямому ефірі, а там моє обличчя. Просто ніколи, за мільйон років, не подумала б, що це станеться. Тому точно відчуваю, що мрія здійснилася. Щодня щипаю себе, кажучи: «Чи була я на космічному кораблі? Це дійсно сталося?» Знаю, що мої колеги відчувають те ж саме».

## Особисте життя
Названа на честь американської моделі Крісті Брінклі. 
Її зріст — 1,7 м. 

## Фільмографія

### Фільми
| Рік  | Назва                                   | Роль           | Примітки               |
| ---- | --------------------------------------- | -------------- | ---------------------- |
| 2011 | Сутінки Сага: Світанок — Частина 1      | Ренесмі Каллен |                        |
| 2011 | Найкращий день: Ейден Кесслер 1994-2011 | Меліса         |                        |
| 2012 | Вороняче гніздо                         | Даніелла       |                        |
| 2012 | Сутінки Сага: Світанок — Частина 2      | Ренесмі Каллен |                        |
| 2013 | Одиночний постріл                       | Інгрід         |                        |
| 2013 | Справжнє кохання почекає                | Теммі          | Короткометражний фільм |
| 2014 | Чорна муха                              | Паула          |                        |
| 2016 | Вічне кохання                           | Кловер         |                        |
| 2017 | Мертво/Народжений                       | Мері           |                        |
| 2018 | Вознесіння                              | Бекка          |                        |

### Телебачення
| Рік          | Назва                     | Роль                     | Примітки                                                      |
| ------------ | ------------------------- | ------------------------ | ------------------------------------------------------------- |
| 2010         | Еврика                    | студентка коледжу        | «Історія O2»                                                  |
| 2010         | Вежа пізнання             | Ноель                    | «Граки»                                                       |
| 2013         | Неспокійні незайманки     | Медісон                  | Телефільм                                                     |
| 2014         | Майже людина              | Еббі Маккензі            | «Солом'яна людина»                                            |
| 2014         | Коли падають небеса       | Еліза                    | «Штука з пір'ям», «Витягування соломинки», «Постріл у місяць» |
| 2014         | Чорний камінь             | Хлоя                     | «Напиши мені», «Правда чи виклик»                             |
| 2014-15      | Дивна імперія             | Міс Логан                | Повторювана роль                                              |
| 2015         | Безбожні дії              | Кендіс                   | Телефільм                                                     |
| 2016         | Ван Хелсінг               | Емма                     | Телесеріал                                                    |
| 2017         | Надприродне               | Аліса                    | «Скорпіон і жаба»                                             |
| 2019         | Містерія 101: Гра в мерця | Джозі Харт               | Телефільм                                                     |
| 2020         | Привиди маєтку Блай       | Флора Вінгрейв (доросла) | Співпраця за запрошенням                                      |
| 2021         | Покоївка                  | Таня                     | Мінісеріал Netflix                                            |
| 2023–дотепер | Ковчег                    | Лейтенант Шерон Гарнет   | Головна роль                                                  |
| 2023         | Біллі Кід                 | Барбара Джонс            | Телесеріал                                                    |